# Santa Rosa del Mbutuy
Santa Rosa del Mbutuy è un centro abitato del Paraguay, situato nel dipartimento di Caaguazú a 190 km dalla capitale del paese, Asunción. Forma uno dei 21 distretti del dipartimento.

## Popolazione
Al censimento del 2002 la località contava una popolazione urbana di 1.439 abitanti (10.989 nell'intero distretto).

## Caratteristiche
Fondata come centro abitato nel 1931 da famiglie provenienti da Caraguatay, Santa Rosa del Mbutuy fu elevata alla categoria di distretto nel 1976, allora con il nome di Juan Ramón Chávez. Il 14 maggio 1992 il distretto assunse l'attuale nome in onore alla patrona del luogo, Santa Rosa da Lima.